# ویلیام راندولف هرست
ویلیام راندولف هرست (انگلیسی: William Randolph Hearst؛ زاده ۲۹ آوریل ۱۸۶۳ درگذشته ۱۴ اوت ۱۹۵۱) روزنامه‌دار، خبرنگار و سیاست‌مدار اهل ایالات متحده آمریکا بود. او با راه‌اندازی بزرگترین روزنامه‌های زنجیره‌ای آمریکا، سهمی بنیادی در تاریخ روزنامه‌نگاری آمریکا داشته‌است.
هرچند اتفاق نظرها بر این است که زندگی هرست الهام‌بخش منک برای ساخت همشهری کین بود اما کارگردان فیلم اورسن ولز هرگز این ادعا را تایید نکرد.